# Sastav Reka
Sastav Reka (en serbe cyrillique : Састав Река) est un village de Serbie situé dans la municipalité de Crna Trava, district de Jablanica. Au recensement de 2011, il comptait 30 habitants.

## Démographie
| 1948 | 1953 | 1961 | 1971 | 1981 | 1991 | 2002 | 2011 |
| ---- | ---- | ---- | ---- | ---- | ---- | ---- | ---- |
| 0    | 11   | 18   | 21   | 55   | 53   | 40   | 30   |

|  |